# باري باريش
باري كلارك باريش (بالإنجليزية: Barry Barish)‏ هو عالم فيزياء تجريبية أمريكي وحاصل على جائزة نوبل. وهو أستاذ فخري للفيزياء في معهد كاليفورنيا للتقنية وخبير بارز في موجات الجاذبية.
في عام 2017، مُنح باريش جائزة نوبل في الفيزياء مع راينر فايس وكيب ثورن «لمساهماتهم الحاسمة في مرصد ليجو ومراقبة موجات الجاذبية».
في عام 2018، انضم إلى هيئة التدريس في جامعة كاليفورنيا، ريفرسايد ليصبح ثاني فائز بنوبل في الكلية.
في خريف عام 2023، سيكون الرئيس الافتتاحي للكرسي المتميز في الفيزياء في جامعة ستوني بروك.

## الولادة والتعليم
ولد باريش في أوماها، نبراسكا، وهو ابن عائلة يهودة بعود أصلها من جزء من بولندا يقع الآن في بيلاروسيا. بعد الحرب العالمية الثانية، انتقلت العائلة إلى لوس أنجلس.
حصل على درجة البكالوريوس في الفيزياء (1957) ودكتوراه في فيزياء الطاقة العالية التجريبية (1962) من جامعة كاليفورنيا، بيركلي. انضم إلى معهد كاليفورنيا للتقنية في عام 1963 كجزء من تجربة جديدة في فيزياء الجسيمات باستخدام مسرعات الجسيمات الحدودية في المختبرات الوطنية. كان زميلًا باحثًا من عام 1963 إلى عام 1966، وأستاذًا مساعدًا من 1966 إلى 1991، وأستاذًا مشاركًا وأستاذًا للفيزياء. أصبح أستاذًا للفيزياء في ليندي من عام 1991 إلى 2005، وبعد ذلك أستاذ فخري للفيزياء. من 1984 إلى 1996، كان الباحث الرئيسي في مجموعة فيزياء الطاقة العالية في معهد كالفورنيا.

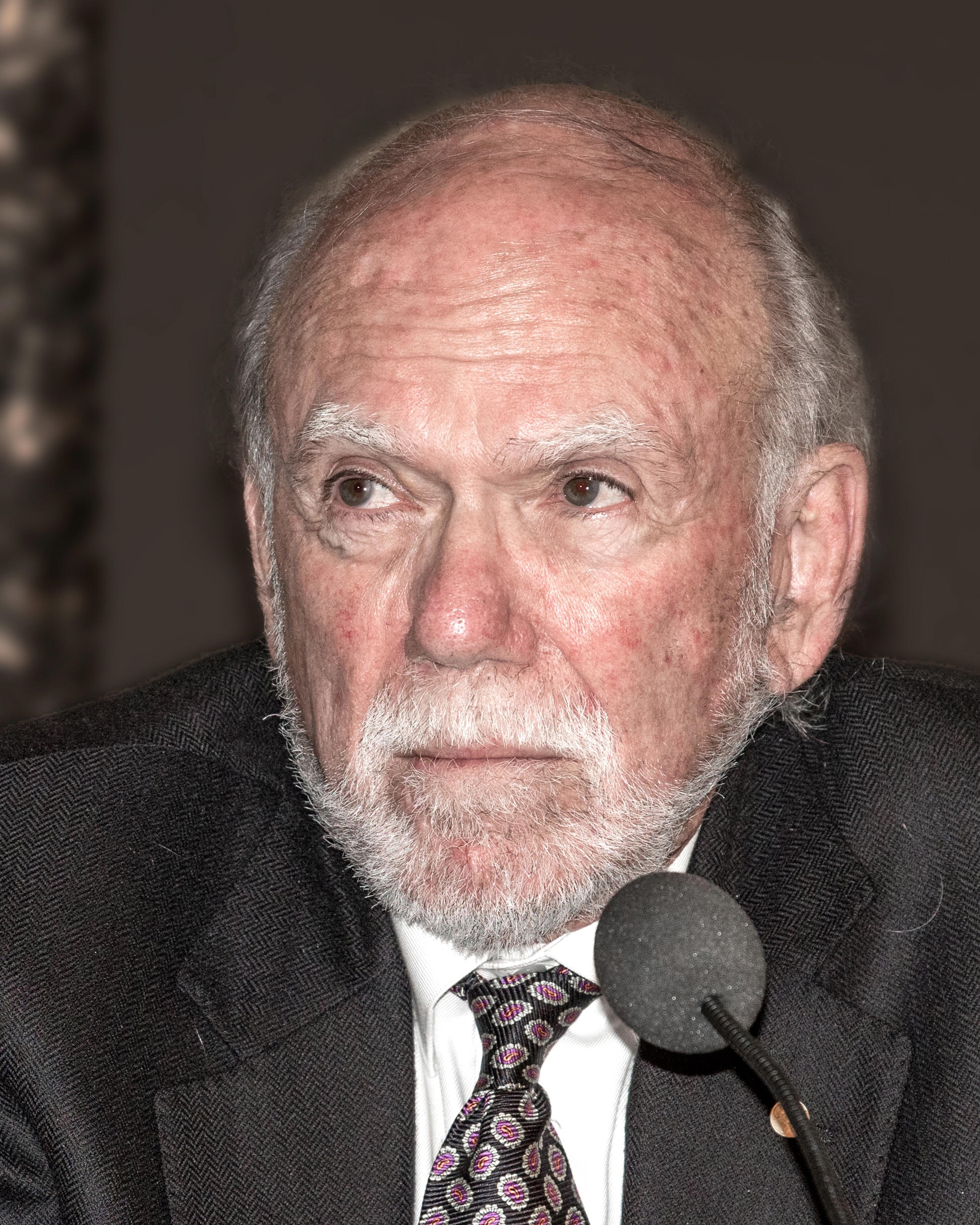
باري سي باريش في المؤتمر الصحفي لجائزة نوبل في ستوكهولم ، السويد (ديسمبر 2017)

## اقرأ أيضاً
- جائزة نوبل في الفيزياء

## روابط خارجية
- باري باريش على موقع الموسوعة البريطانية (الإنجليزية)
- باري باريش على موقع مونزينجر (الألمانية)